# Theodor von Bonin
Henning Wilhelm Theodor von Bonin (* 12. Dezember 1799 in Krangen; † 22. November 1852) war ein preußischer Rittergutsbesitzer und Landrat. Er stand von 1845 bis 1848 dem Kreis Neustettin in Hinterpommern vor.
Er stammte aus der preußischen adligen Familie von Bonin. Sein Vater Johann Friedrich von Bonin (* 1749; † 1799) war Rittergutsbesitzer in Krangen. Seine Mutter Marie Friederike Albertine war eine geborene von Vangerow.
Bonin besuchte das Gröningsche Gymnasium in Stargard. 1816 trat er in die Preußische Armee ein, wo er im Garde-Dragoner-Regiment diente. 1822 nahm er als Sekondeleutnant seinen Abschied. 
Nach dem Tod seines Onkels Ernst Henning von Bonin war er im Jahre 1821 Miterbe von dessen Grundbesitz geworden. 1823 heiratete er und zog auf das ererbte Gut Wulfflatzke. Hier engagierte sich Theodor von Bonin kommunalpolitisch. Er war seit 1832 Kreisdeputierter des Kreises Neustettin und ab 1842 auch Landschaftsdeputierter der Pommerschen Landschaft. Er wurde wiederholt als Stellvertretendes Mitglied des Pommerschen Provinziallandtags gewählt, vom 6. Provinziallandtag bis zum 9. Provinziallandtag. Im April 1848 nahm er als Stellvertreter am Zweiten Vereinigten Landtag teil. 
1845 wurde Theodor von Bonin Landrat des Kreises Neustettin. Ende April 1848 trat er zurück. Im Amt folgte ihm Hermann von Busse.
Theodor von Bonin war mit Friederike Charlotte Marianne, einer geborenen von Vangerow, verheiratet. Aus der Ehe gingen mehrere Kinder hervor. Seine Tochter Alexandrine Theodore (* 1824; † 1864) heiratete 1851 seinen Amtsnachfolger, den Landrat Hermann von Busse. Sein Sohn Hugo von Bonin (* 1826; † 1893) wurde Mitglied des Preußischen Herrenhauses. 